# Scorpio Rising (album de Death In Vegas)
Pour les articles homonymes, voir Scorpio Rising.
Albums de Death in Vegas
The Contino Sessions
(1999) Satan's Circus
(2004)
Singles
1. Leather / Girls / XXX
Sortie : 22 juillet 2002
2. Hands Around My Throat
Sortie : 9 septembre 2002
3. Scorpio Rising
Sortie : 16 septembre 2002

Scorpio Rising est le troisième album du groupe britannique d'electronica Death in Vegas sorti le 16 septembre 2002. Il tire son titre d'un film expérimental de Kenneth Anger.
Différents artistes invités sont présents sur Scorpio Rising : Liam Gallagher, Hope Sandoval, Nicola Kuperus et Paul Weller, ainsi que de L. Subramaniam pour les instruments à cordes.
Cet album a été enregistré dans le propre studio de Death in Vegas, The Contino Rooms, au début de l'année 2002. Les instruments à cordes ont été enregistrés au Trinity Wave Station de Madras (Chennai), en (Inde).
La chanson "Hands Around My Throat" contient des échantillons sonores de "Rock Around the Clock" du groupe belge Telex et de "Whitewater" du groupe américain Tortoise. "23 Lies" comprend un échantillon de "Goin' Back" de The Byrds. Le riff principal de "Scorpio Rising" est repris de "Pictures of Matchstick Men" du groupe Status Quo.
Plusieurs titres de cet album sont apparus dans diverses publicités et musiques de films :
- "Girls" dans les films Lost in Translation (2003) et D.E.B.S. (2004).
- "Hands Around My Throat" dans le film Animatrix (2003).
- "Scorpio Rising" dans une publicité pour l'opérateur belge de téléphonie mobile Base, ainsi qu'à la fin de l'épisode "La main passe" de la série Urgences (10e saison, 2003-2004).
- "Help Yourself" dans une publicité d'un ancien opérateur tchèque de téléphonie mobile, Eurotel (maintenant Telefónica O2 Czech Republic) ; dans le film L'autre finale (2003) ; dans la vidéo de skateboard Yeah Right! (2003) et dans le film 12 and Holding (2005).

## Liste des titres
| 1.    | Leather                       | Fearless, Holmes                                  | 3:30  |
| 2.    | Girls                         | Fearless, Holmes                                  | 4:30  |
| 3.    | Hands Around My Throat        | Nicola Kuperus, Adam Lee Miller, Fearless, Holmes | 5:08  |
| 4.    | 23 Lies                       | Dillane, Fearless, Holmes                         | 3:49  |
| 5.    | Scorpio Rising                | Fearless, Holmes, Button, Rossi, Wiz, Pratt       | 5:38  |
| 6.    | Killing Smile                 | Fearless, Holmes, Sandoval, Subramaniam           | 4:49  |
| 7.    | Natja                         | Fearless, Holmes                                  | 3:50  |
| 8.    | So You Say You Lost Your Baby | Gene Clark                                        | 3:01  |
| 9.    | Diving Horses                 | Fearless, Holmes, Allison                         | 5:11  |
| 10.   | Help Yourself                 | Fearless, Holmes, Sandoval, Subramaniam           | 10:29 |
| 49:51 |                               |                                                   |       |

| 11. | XXX                                    | Fearless, Holmes                  | 4:56 |
| 12. | Hands Around My Throat (Percy X Remix) | Kuperus, Miller, Fearless, Holmes | 5:30 |

## Classement par pays
| Pays        | Classement |
| ----------- | ---------- |
| France      | 22         |
| Norvège     | 22         |
| Royaume-Uni | 19         |